# Genista tridens
La aulaga   (Genista tridens) es una especie fanerógama de planta de la familia de las fabáceas.

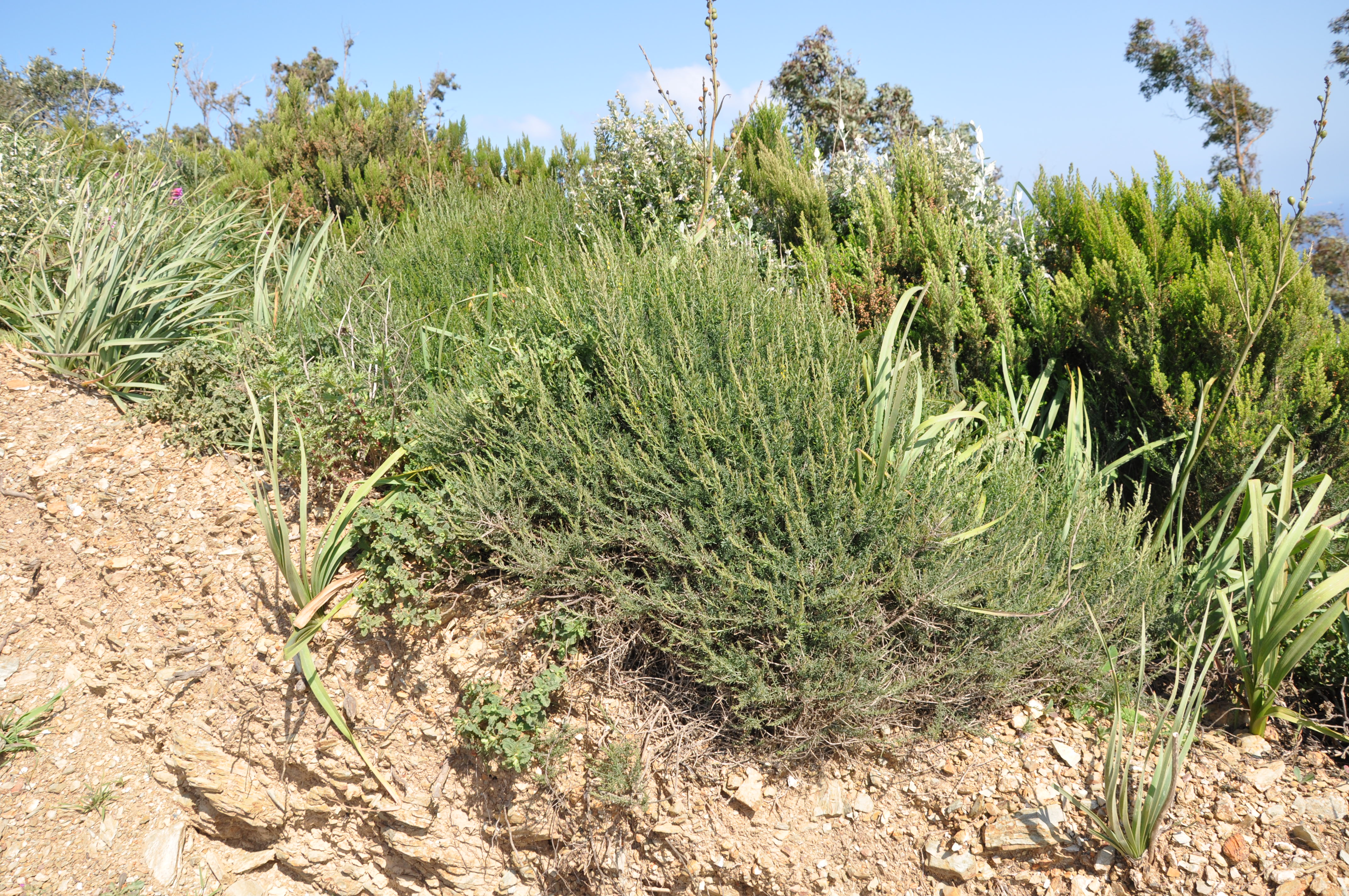
Vista de la planta en su hábitat

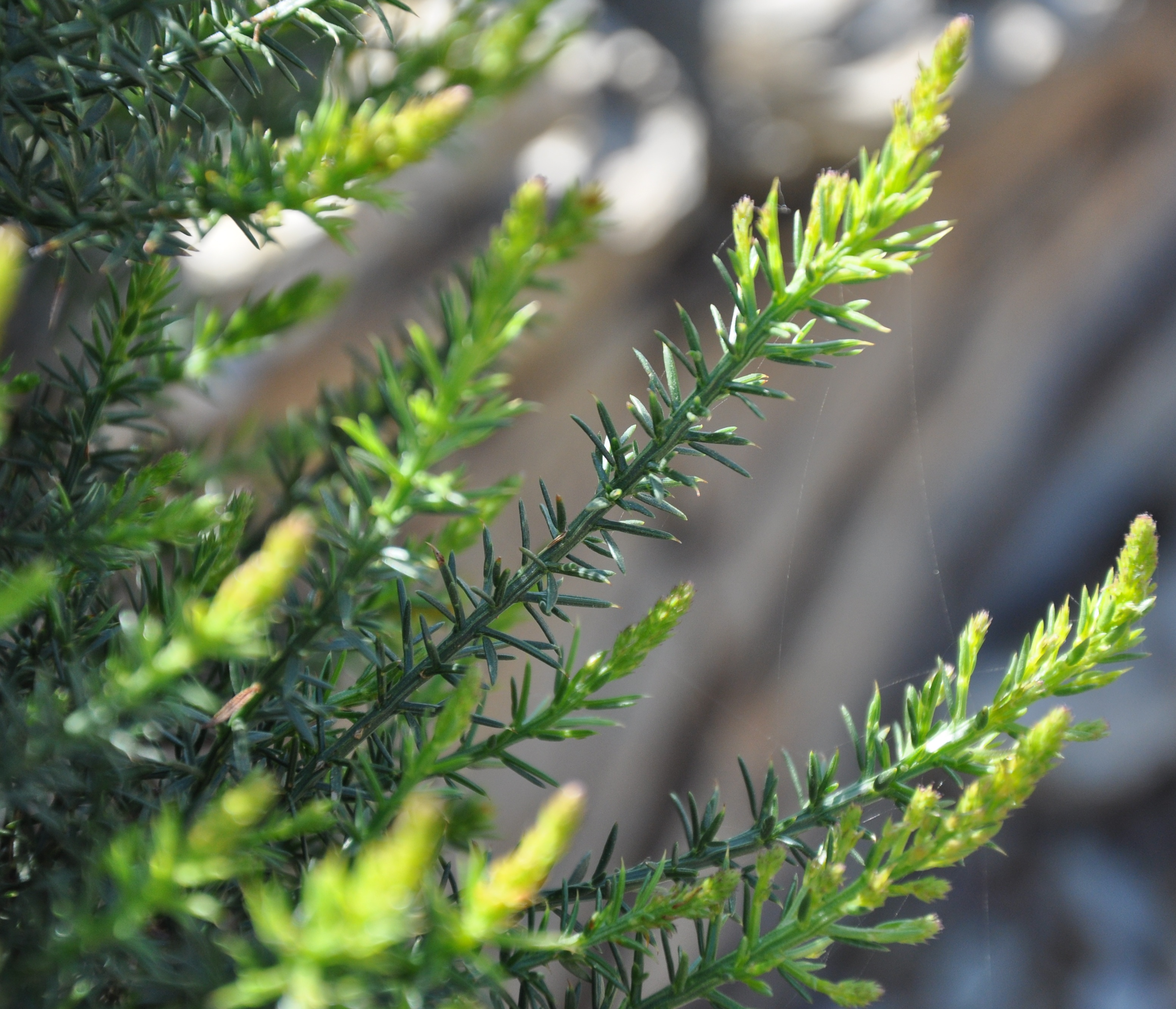
Detalle de la planta

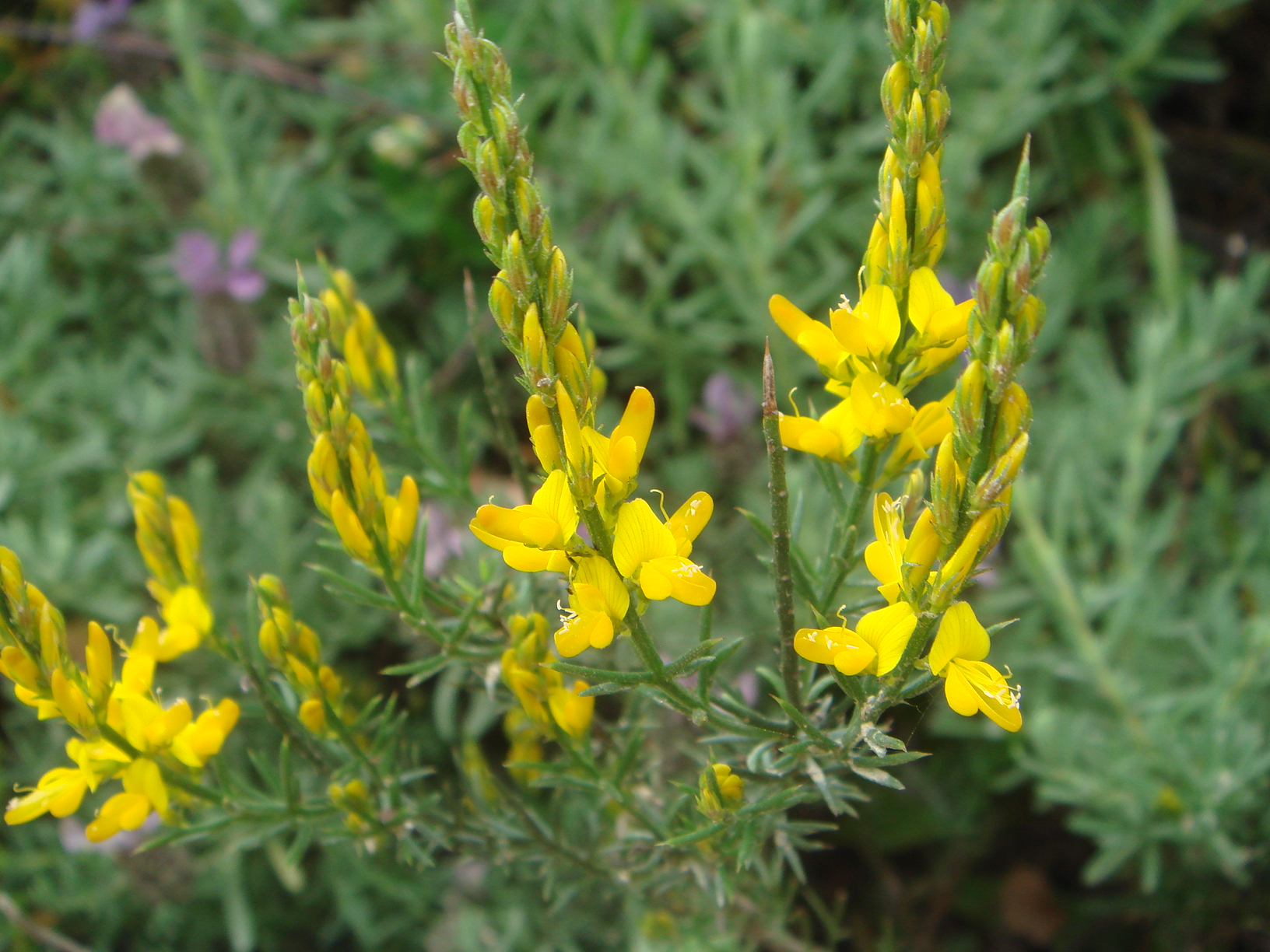
Vista de la planta

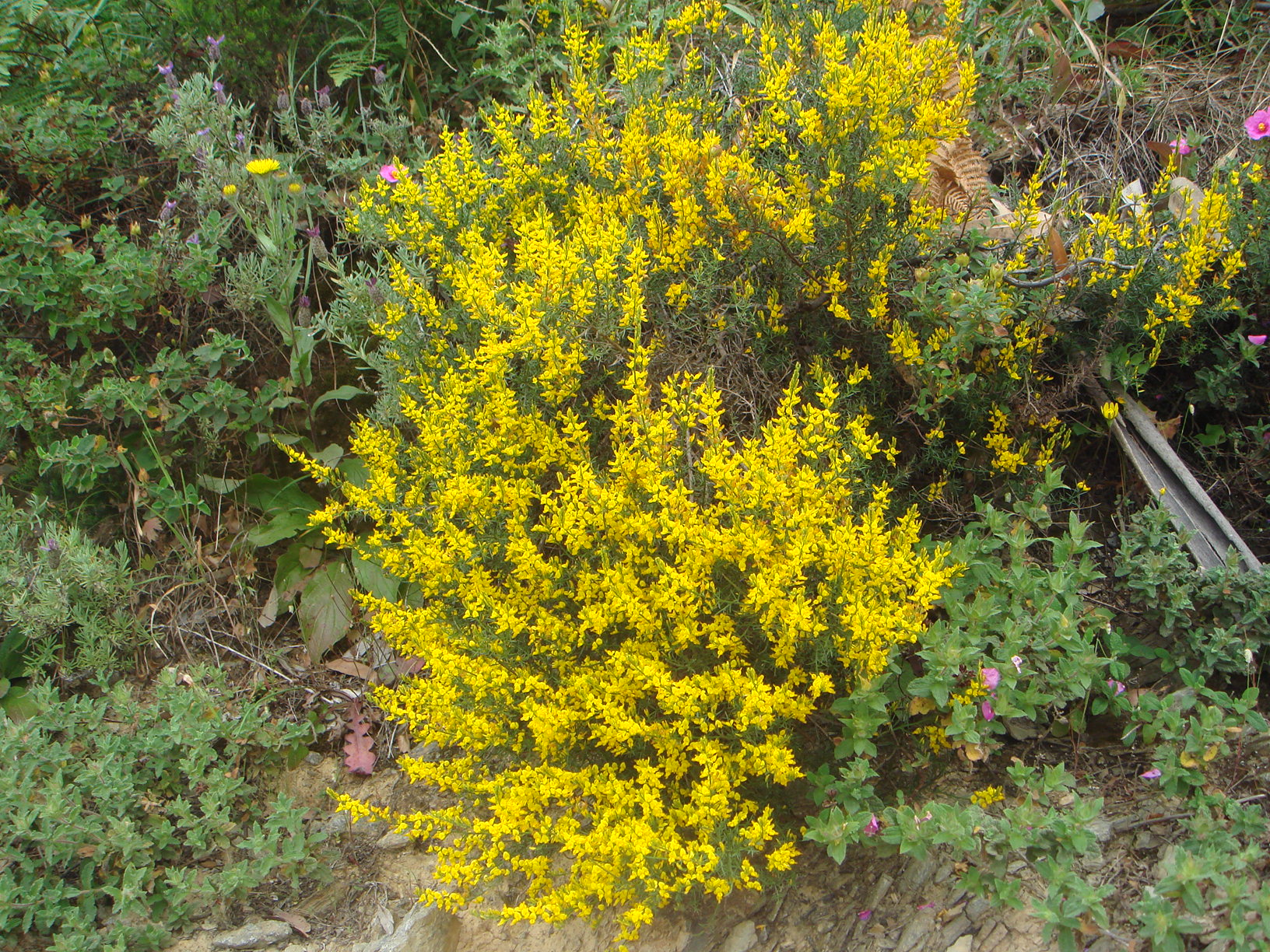
Vista de la planta

## Descripción
Arbustillo espinoso que no supera los 60 cm de altura. Espinas ligeramente curvadas, que salen de las axilas de las hojas. Hojas trifoliadas o simples, caducas, con estípulas espinosas. Flores pediceladas, dispuestas al final de las ramas en racimos que rematan en una espina; cáliz sin pelos, con 2 bracteolas en su base; corola amarilla, con el estandarte más corto que la quilla. Fruto legumbre de 5 a 7 mm. Florece en primavera y verano.

## Distribución y hábitat
Vive en el noroeste de África en Ceuta y en las sierras de la mitad meridional de la provincia de Cádiz y zonas adyacentes de Málaga y Huelva. Habita sobre terrenos silíceos (en areniscas), en matorrales, brezales, alcornocales, pinares o quejigares aclarados, comunidades de lentisco y mirto desde el nivel del mar hasta unos 600 (1000) m. En el norte de África aparece asociada al cantueso, brezo blanco, carquesa, olivilla, rapónchigo, Allium roseum , Scilla monophyllos,  palomino, jaguarzo morisco y jara rizada.

## Taxonomía
Genista tridens  fue descrita por (Cav.) DC. y publicado en Anales de Ciencias Naturales 4: 59. 1801
Etimología
Genista: nombre genérico que proviene del latín de la que los reyes y reinas Plantagenet de Inglaterra tomaron su nombre, planta Genesta o plante genest, en alusión a una historia que, cuando Guillermo el Conquistador se embarcó rumbo a Inglaterra, arrancó una planta que se mantenía firme, tenazmente, a una roca y la metió en su casco como símbolo de que él también sería tenaz en su arriesgada tarea. La planta fue la  llamada planta genista en latín. Esta es una buena historia, pero por desgracia Guillermo el Conquistador llegó mucho antes de los Plantagenet y en realidad fue Godofredo de Anjou que fue apodado el Plantagenet, porque llevaba un ramito de flores amarillas de retama en su casco como una insignia (genêt es el nombre francés del arbusto de retama), y fue su hijo, Enrique II, el que se convirtió en el primer rey Plantagenet. Otras explicaciones históricas son que Geoffrey plantó este arbusto como una cubierta de caza o que él la usaba para azotarse a sí mismo. No fue hasta que Ricardo de York, el padre de los dos reyes Eduardo IV y Ricardo III, cuando los miembros de esta familia adoptaron el nombre de Plantagenet, y luego se aplicó retroactivamente a los descendientes de Godofredo I de Anjou como el nombre dinástico.
tridens: epíteto latino que significa "con tres dientes".
Sinonimia
- Genista gibraltarica DC.	[6]

subsp. juniperina (Spach) Talavera & P.E. Gibbs
- Genista juniperina Spach